# Palazzo Acciaiuoli
Palazzo Acciaiuoli, anche detto palazzo Usimbardi o Usimbardi-Acciaiuoli, si trova in Borgo Santi Apostoli nel centro storico di Firenze. Incorpora la più antica Torre degli Acciaiuoli, già dei Buondelmonti, situata all'angolo Chiasso delle Misure. Oggi vi è ospitato un albergo.

## La torre
Costruita dai Buondelmonti attorno al 1280, appartenne a Niccolò Acciaiuoli, Gran Siniscalco del Regno di Napoli, che la incluse nel suo palazzo nel 1341, diventando uno degli edifici più antichi posseduti dalla potente famiglia fiorentina degli Acciaiuoli. Alla fine del Cinquecento, passò alla famiglia di Colle di Val d'Elsa degli Usimbardi.
Nel 1864 e nel 1920 la torre fu oggetto di restauri (quelli del secondo decennio del Novecento diretti dall'architetto Ugo Giusti) che privilegiarono le componenti medievali e che hanno determinato l'aspetto odierno.
La torre è tra le più alte di Firenze: stretta e rivestita dal tipico filaretto di pietra, ha una porta sormontata da un architrave monolitica su due mensolette modanate. Sopra di essa si apre una ghiera con un arco a sesto acuto.

## Il palazzo
Detto anche Palazzo del Gran Siniscalco dal nome del fondatore, è costruito in pietra con grosse bozze regolari al pian terreno e filaretto di pietra ai piani superiori. Ha l'aspetto di una fortezza, piuttosto austero, e ricorda il Bargello. Tre ordini di finestre ad arco, sottolineate da cornici marcapiano, scandiscono la facciata, che all'epoca doveva risultare tra le più maestose della città.
Sulla facciata si trova anche lo stemma dei certosini di Niccolò Acciaiuoli, che presenta due leoni che sorreggono bandiere gigliate; al centro la croce del Calvario e la scritta Certosa a ricordare la fondazione della Certosa di Firenze proprio su iniziativa dell'Acciaiuoli, che donò questo stesso palazzo ad uso dei certosini.
Vi è poggiata anche una lapide del 1930 con una parte in italiano che ricorda la famiglia Acciaiuoli ed una in latino che descrive come la posizione del palazzo, come scritto nell'Archivio Fiorentino delle "Carte della Certosa".
All'interno corre una scala in legno alla quale si accede dal palazzo. Sulla sommità si trovano due terrazze panoramiche a livelli diversi.
Alla morte di Niccolò il palazzo passò quindi ai monaci della Certosa, che lo possedettero fino alla soppressione degli ordini monastici all'inizio dell'Ottocento. Venne messo in vendita e passò in diverse mani, tra le quali i Burresi Pettini furono gli ultimi, che ancora lo posseggono e lo usano in parte per un'attività alberghiera.

## Curiosità
- Gli Acciaiuoli avevano un altro grande palazzo che si trovava in questa zona, sempre su borgo Santi Apostoli ma sul lato opposto, in modo da avere una facciata anche sull'Arno, in particolare sul Lungarno degli Acciaiuoli che da esso prende ancora oggi il nome. Questa costruzione, come molte altre, venne distrutta dai tedeschi in ritirata nell'estate del 1944, che minarono le zone di accesso al Ponte Vecchio.

## Galleria d'immagini

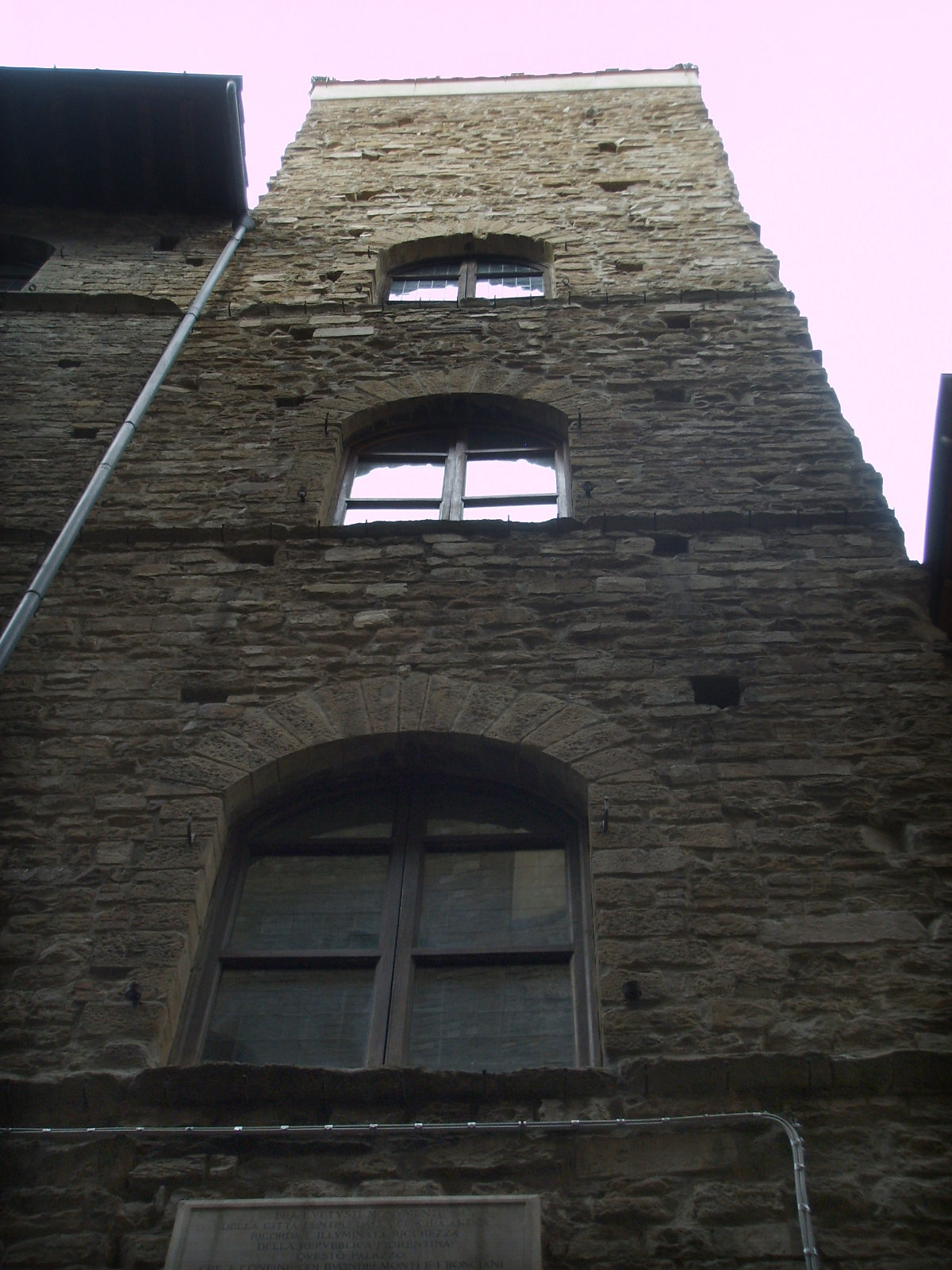
La Torre degli Acciaiuoli-Buondelmonti
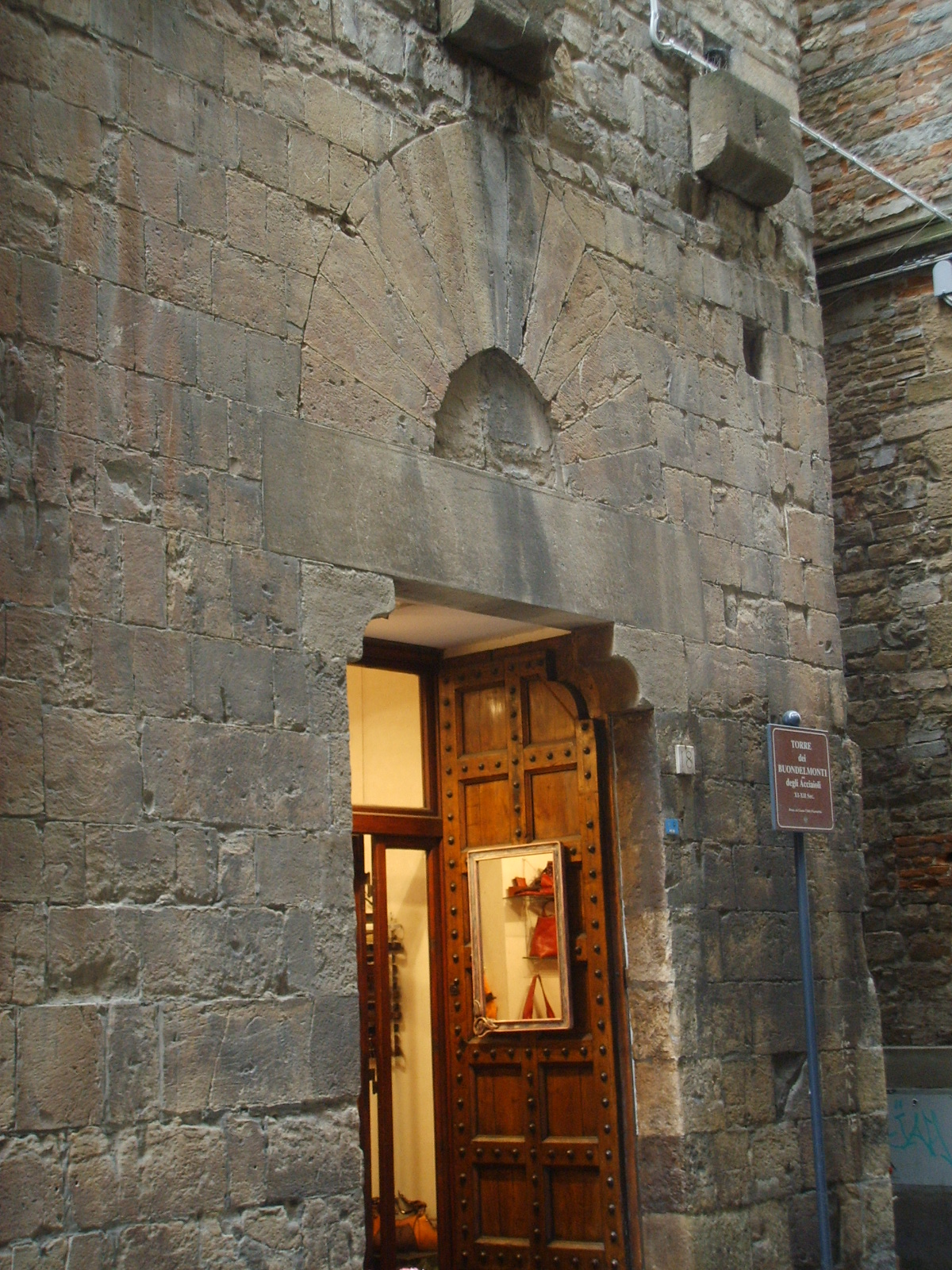
Il portale
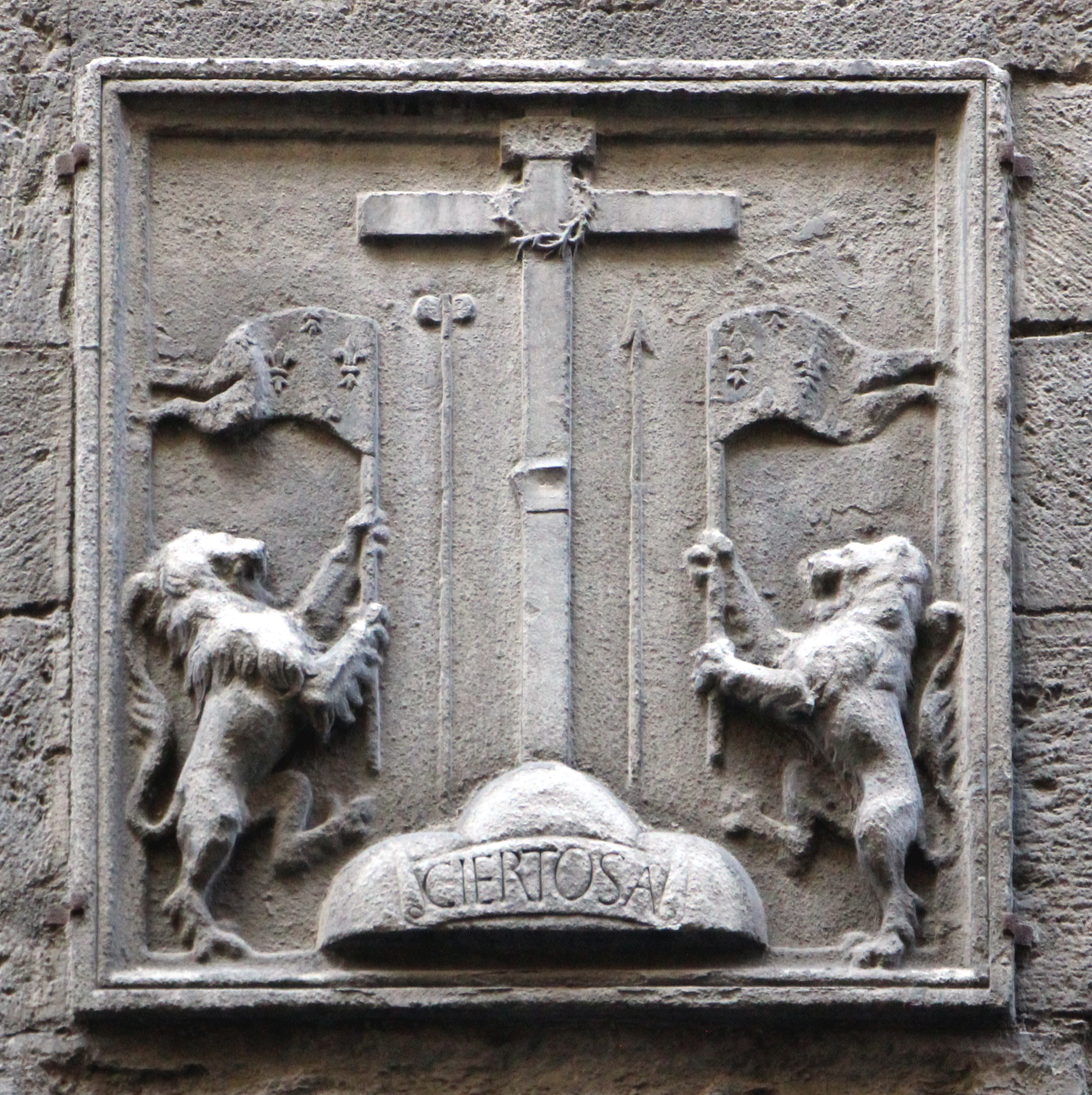
Targa della Certosa